# Marco Ferreri
Marco Ferreri (Milà, Llombardia, 11 de maig de 1928 – París, França, 9 de maig de 1997) va ser un director de cinema, actor i guionista italià.

## Biografia
Marco Ferreri neix en una família originària de Pavia. Després d'estudis de veterinària i després d'haver intentat imposar un nou enfocament del documental, realitza pel·lícules publicitàries per a una societat de licors, després es converteix en productor. Portat per l'efervescència cultural de la postguerra a Itàlia, s'instal·la a Roma i es llança a la producció d'una sèrie de documentals demanant a diversos cineastes i a guionistes (entre els quals Luchino Visconti, Vittorio De Sica, Federico Fellini, Alberto Moravia i Cesare Zavattini) per realitzar pel·lícules que «evitarien tota manipulació de l'espectador».
El 1951, funda amb Riccardo Ghione Documento mensile , un efímer diari de cinema en el qual col·laboren alguns grans noms del cinema i de la literatura. L'any següent, és director de producció a la pel·lícula d'Alberto Lattuada Il Cappotto , 1952) després el 1953, produeix amb Zavattini i Ghione L'amore in città) una pel·lícula-enquesta realitzat en forma d'esquetxos. Apareix per primera vegada a la pantalla en l'episodi Les Italianes tornen, realitzat pel seu amic Alberto Lattuada, del qual serà l'intèrpret aquest mateix any per a La spiaggia on és igualment director de producció.
El 1954, té un paper a  Donne e soldati  la pel·lícula de Luigi Malerba i Antonio Marchi. El 1956, va a Espanya on ven aparells de projecció. Coneix el novel·lista Rafael Azcona, jove col·laborador del diari satíric La Codurniz . De les seves nombroses afinitats neix una estreta col·laboració que preludia el començament en l'escenificació de Marco Ferreri. Roda tres pel·lícules a Espanya abans de tornar al seu país natal:
- El pisito, el 1959, una sàtira de la crisi de l'allotjament treta d'una novel·la d'Azcona que havia pensat en principi proposar l'adaptació a Luis García Berlanga ;
- Los chicos, el 1959, la història dolça amarga de 4 joves que esperen el cap de setmana per divertir-se una mica;
- El cochecito, el 1960, una pel·lícula saborosa en la qual José Isbert encarna un vell que arriba a enverinar la seva família per obtenir el cotxet d'incapacitat dels seus somnis. La pel·lícula triomfa al Festival de Venècia 1960, i obté a París el gran premi de l'humor negre.

El 1961, a Itàlia, Ferreri retroba Zavattini per a una nova pel·lícula d'investigació Les dones acusen , en nou episodis. S'encarrega del titulat L'Adulteri . El 1962, col·labora en el guió de Mafioso, pel·lícula realitzada per Alberto Lattuada, després roda una sàtira de la institució matrimonial a Itàlia, Una storia moderna: l'ape regina  que li val les seves primeres baralles amb la censura i el col·loca definitivament a la llista dels cineastes iconoclastes. Actua a  Sortilegio  de Nando Bonomi, el 1970, i en Ciao Gulliver  de Carlo Tuzii.
En els anys 1970, el gust del cineasta per als temes sulfurosos s'intensifica. Les seves pel·lícules analitzen les neurosis que engendren la productivitat industrial i l'acumulació capitalista en la societat moderna. Fa d'Annie Girardot un animal de circ, dotat d'un impressionant sistema pilós a La donna scimmia. Demana a Ugo Tognazzi encarnar un professor d'educació sexual a Controsesso . Mostra Marcello Mastroianni obsessionat per l'inflament de pilotes a L'uomo dei palloni i transforma Catherine Deneuve en dona-gossa a La cagna. El «Fòrum des Halles» li inspira un western-irrisió No toquis la dona blanca! reinterpretant la mort del general Custer. En La Grande Bouffe, posa en escena el suïcidi de quatre amics per hiperalimentació. La presentació de la pel·lícula és un escàndol al Festival de Canes 1973. Després Ciao maschio, rodada a New York, sembla interessar-se més pel món de la infantesa, última esperança d'una societat de la qual no deixa de filmar la decadència Chiedo asilo. Ferreri posava totes les seves esperances en la joventut, l'única capaç, als seus ulls, de canviar el món modern. Es considerava ell mateix com un cineasta del mal gust i va ser un dels poetes pertorbadors de la bogeria contemporània i de la modernitat cinematogràfica. Les seves pel·lícules sobre la decadència de la societat, s'acaben sovint amb la fugida, l'automutilació o el suïcidi del seu personatge principal.
Mor d'una crisi cardíaca a París, al Grup hospitalari de la Pitié-Salpêtrière - Charles Foix, el divendres 9 maig de 1997. És enterrat el 13 de maig a Roma, al gran cementiri municipal. Estava a punt de fer 69 anys.

## Filmografia[3]

### Director i director, guionista
- 1959: El pisito
- 1959: Los chicos
- 1960: El cochecito
- 1961: Le italiane e l'amore
- 1963: Una storia moderna - L'ape regina
- 1964: Controsesso
- 1964: La donna scimmia
- 1965: L'uomo dei palloni
- 1969: La llavor de l'home (Il seme dell'uomo)
- 1969: Dillinger è morto, també guionista
- 1970: Perché pagare per essere felici (documental)
- 1971: L'udienza
- 1972: La cagna
- 1973: La Grande Bouffe (La grande abbuffata), també guionista
- 1974: Non toccare la donna bianca!, també guionista i actor
- 1976: L'ultima donna, també guionista
- 1977: Adéu al mascle (Ciao maschio), també guionista
- 1980: Chiedo asilo, també guionista
- 1981: Conte de la folie ordinaire
- 1983: La història de Piera (també guionista)
- 1984: Le futur est femme (també guionista)
- 1986: I Love You (també guionista)
- 1988: Y'a bon les blancs
- 1989: Le Banquet (Telefilm, també guionista)
- 1991: La carne, també guionista)
- 1991: La Maison du sourire
- 1993: Journal d'un vice
- 1994: Faictz ce que vouldras, mig metratge en homenatge a Rabelais
- 1996: Nitrate d'argent

### Actor
- 1953: L'Amour en ville
- 1954: La spiaggia d'Alberto Lattuada
- 1954: Femmes et soldats
- 1969: Porcile de Pier Paolo Pasolini
- 1973: Non toccare la donna bianca!

## Premis i nominacions

### Premis
- 1978: Gran Premi del Jurat (Festival de Canes) per Ciao maschio
- 1991: Os d'Or per La casa del sorriso

### Nominacions
- 1963: Palma d'Or per L'ape regina
- 1964: Palma d'Or per La donna scimmia
- 1969: Palma d'Or per Dillinger è morto
- 1972: Os d'Or per L'udienza
- 1973: Palma d'Or per La grande bouffe
- 1978: Palma d'Or per Ciao maschio
- 1980: Os d'Or per Chiedo asilo
- 1983: Palma d'Or per Storia di Piera
- 1984: Lleó d'Or per Il futuro è donna
- 1986: Palma d'Or per I Love You
- 1991: Palma d'Or per La carne
- 1993: Os d'Or per Diario di un vizio